# Lycium barbarum
El goji (Lycium barbarum (también catalogada como Lycium chinense)) es una especie de planta fanerógama perteneciente a la familia Solanaceae, macrofanerófito caducifolio originario de China, pero introducido y ampliamente naturalizado en Europa.
Fue descrita por primera vez por Carl Nilsson Linæus en su Species Plantarum en 1753.

## Características
Es un arbusto de seto o matorral que alcanza entre 2 y 3 metros de altura, y entre 2 y 3 metros y medio de anchura. Tiene las ramas espinosas y las hojas alargadas, enteras y algo gruesas. Las flores de color rosado o violeta, tienen un cáliz acampanado y una corola con cinco lóbulos. El fruto es una baya ovoide carnosa de color rojo o anaranjado.
Las bayas se conocen comúnmente como bayas de Goji o cerezas de Goji.

## Variedades

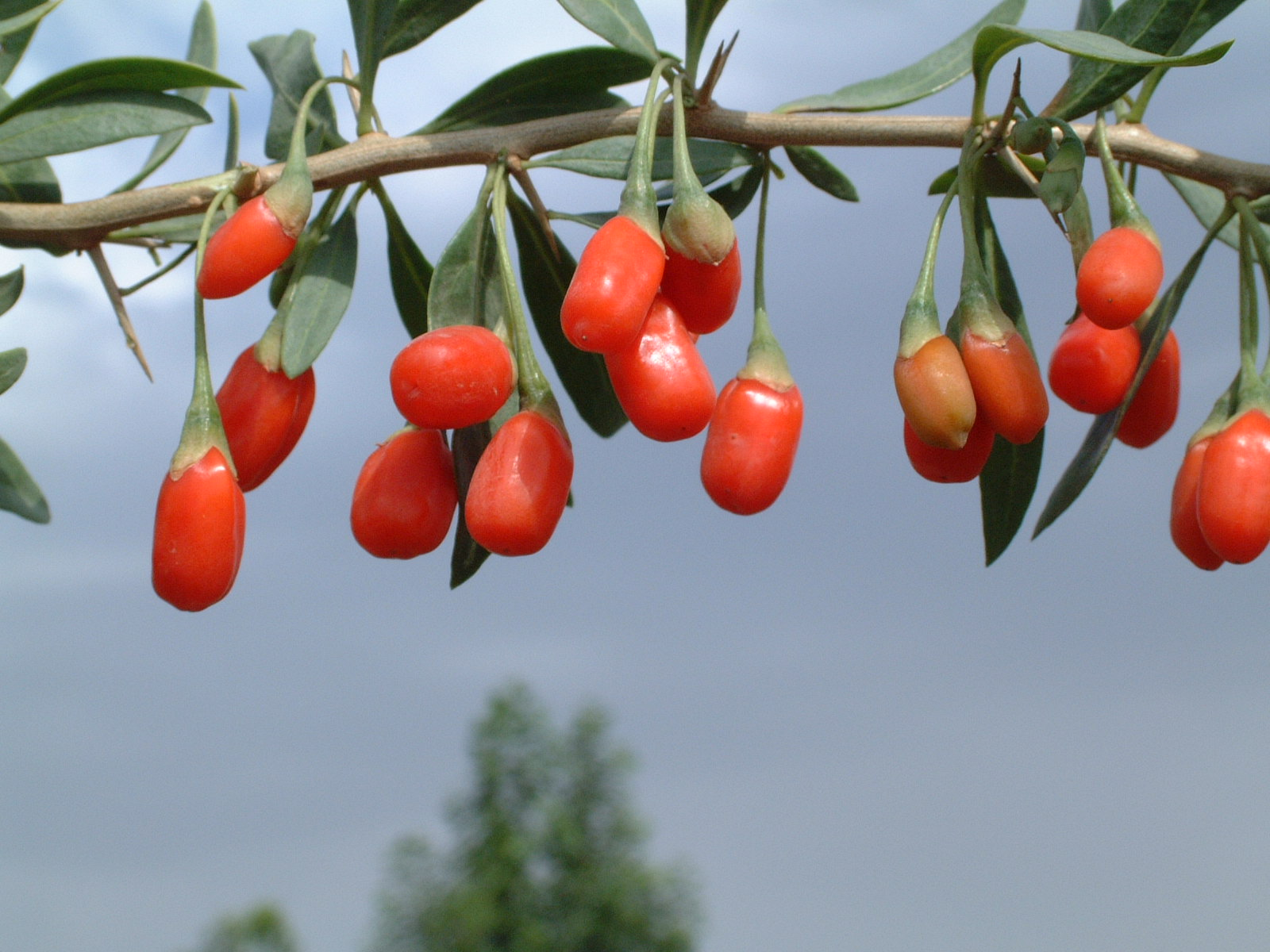
Bayas maduras en la provincia de Zhongning, Ningxia, China.

Tiene una larga tradición en la medicina natural oriental. En la actualidad varios estudios científicos [cita requerida] han encontrado más de 41 especies diferentes de la cereza de Goji, haciendo ciertas especies más eficaces que otras.
Una de las variedades más apreciadas por la calidad de sus frutos es la variedad Ningxian, cuyas bayas suelen comercializarse desecadas.

## Cultivo
Comercialmente se cultiva sobre todo en el norte de China, principalmente en la región de Ningxia, a lo largo de las fértiles llanuras del Río Amarillo. Cuando las bayas maduran son muy delicadas y su recolección debe realizarse con mucho cuidado, manualmente mediante "ordeño" o "vareando" las ramas. Las bayas se comercializan y sobre todo desecadas, proceso que se lleva a cabo mediante secado al sol o más modernamente, mediante secado mecánico.
China cultiva casi la mitad de la producción mundial; se consumen en el Tíbet y en el Himalaya.
En el sureste de España (en las provincias de Almería, Murcia y Alicante) crecen otras dos especies del género Lycium: Lycium europaeum L. y Lycium intricatum Boiss. cuyos individuos son conocidos popularmente con el nombre de cambrón. Es utilizado como borde o frontera entre terrenos y como protección por sus agudos pinchos y enzarzadas ramas.

## Composición
Entre sus sustancias nutritivas son de destacar:[cita requerida]
- 18 aminoácidos, incluidos los 8 aminoácidos esenciales (el 13 % de su peso).
- Minerales. Rico en calcio (Ca), fósforo (P) y potasio (K).
- 21 oligoelementos (además de los citados Ca, P y K). Contiene magnesio, zinc, hierro, cobre, níquel, cromo, manganeso, cobalto, selenio, cadmio y germanio.
- Contiene antioxidantes Carotenoides (Betacarotenos, Ceaxantina, etc).
- Vitaminas A, B1, B2, B6, C y E.
- También contiene beta-sitosterol, sustancia similar al colesterol, utilizada para el alivio de los síntomas derivados de la hiperplasia benigna de próstata, pero su elevación de niveles en sangre son indicación se sufrir sitosterolemia.
- Ácidos grasos esenciales omega 3 y omega 6.
- De media su composición contiene:
  - Un 8 % de fibra alimentaria
  - Un 20 % de carbohidratos.
  - Un 13 % de proteínas.
- Sesquiterpenos, que actúan como antibióticos para las plantas y como inhibidores de la alimentación ("antialimentario") de los animales.

## Propiedades
Las bayas de goji han recibido la atribución de múltiples beneficios para la salud, sin embargo diversos artículos han cuestionado el aval científico de esas supuestas virtudes.
Sus polisacáridos fueron denominados como la planta (polisacáridos Lycium barbarum).
Es usada desde antaño en la medicina tradicional china y entre las supuestas propiedades que se le atribuyen destaca el uso de sus bayas para prevenir resfriados ya que son una fuente de vitamina C importante. Pero no solo por la vitamina C son importantes sus bayas, sino porque son los frutos que más antioxidantes poseen.
En la siguiente tabla se muestra la C.A.R.O., capacidad de absorción de radicales de oxígeno, (en inglés: ORAC), es un método de medición de la capacidad antioxidante en muestras biológicas in vitro, si bien resulta un tanto controvertido para la comunidad científica.[cita requerida]

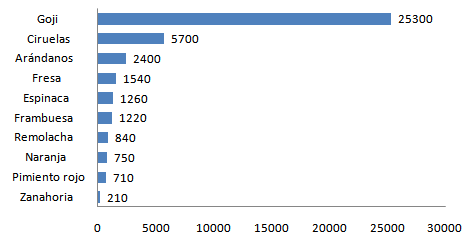
Gráfica comparativa con el ORAC de diferentes alimentos. El fruto del acai, que no aparece en la gráfica, cuadruplicaría al goji.

Tabla de diversos vegetales:

## Controversia
Un estudio realizado por la Organización de Consumidores y Usuarios (OCU) de España publicado el 22 de junio de 2010 sobre unas bayas de Goji con 13 pesticidas diferentes afirma pero sin prueba, que no existen evidencias científicas que avalen las propiedades beneficiosas para la salud publicitadas habitualmente por los vendedores, y que, muy al contrario, en sus estudios, las muestras analizadas contienen metales pesados, concretamente cadmio por encima de los límites legales, cobre en niveles altos próximos a los límites legales,  y plomo aunque en niveles legales.
Asimismo el estudio detectó hasta 13 pesticidas en las muestras, citando textualmente:
«El análisis de pesticidas revela la existencia de 13 pesticidas en las muestras de bayas.
Llama la atención el gran número de pesticidas diferentes encontrados en las bayas: hay marcas que emplean hasta 10 pesticidas diferentes.
Lo realmente grave es que, de las 13 sustancias empleadas como pesticidas hay varias que no se encuentran autorizadas en la Unión Europea, como el Fenpropatrin, presente en 3 de las 10 muestras, irritante tracto respiratorio, y Fenvalerato presente en 8 de las 10 muestras (disruptor endocrino, irritante tracto respiratorio, irritante en la piel). Además, se usan sustancias autorizadas, pero a menudo por encima de los límites establecidos,  es el caso de Cipermetrina y Acetamiprid, sustancias con efecto irritante.
En resumen: todas las muestras presentan problemas, bien por tener algún pesticida no autorizado en la Unión Europea o por superar los límites máximos de plaguicidas autorizados, en el momento del análisis».
Por todo ello, la OCU solicitó a la AESAN la retirada de los productos analizados del mercado, un análisis exhaustivo del mercado de las bayas de Goji y un mayor control en la importación de estos productos.
La AESAN (Agencia Española de Seguridad Alimentaria, actualmente AECOSAN) en nota de prensa realizada el 22 de julio de 2010 indicó que al «no tratarse de una muestra reglamentaria» y por sus contenidos en metales y plaguicidas dentro de los límites y valores permitidos «no se estima pertinente de proceder a la retirada solicitada».
Ninguna de las dos entidades hizo ninguna referencia a que la procedencia de las muestras fuera de la agricultura ecológica con certificación en origen.
Durante el año 2017 se registraron 12 alertas sanitarias por la presencia de niveles demasiado elevados de pesticidas o de pesticidas no autorizados en la Unión Europea, que dieron lugar a otras tantas notificaciones en el sistema de alerta rápida RASFF, coordinado por la Dirección General SANTÉ de la Comisión Europea. En todos los casos las alertas se referían a bayas procedentes de China.

## Historia
En la antigüedad se le denominaba spina benedicta debido a que las reliquias de la corona de Cristo que se guardan en Roma son de licio[cita requerida], la familia a la cual pertenece la cereza de Goji.

## Taxonomía
Lycium barbarum fue descrita por Linneo y publicado en Species Plantarum 1: 192, en el año 1753.
Nombre común
- Castellano: arto, artos, cambrón, cambronera, cambronera de Berbería, cambroneras, cambronero, cambros, escambronera, espino cambrón.[10]

Sinonimia
- Boberella halimifolia (Mill.) E.H.L.Krause
- Jasminoides flaccidum Moench
- Lycium barbarum var. auranticarpum K.F.Ching
- Lycium halimifolium Mill.
- Lycium lanceolatum Veill.
- Lycium turbinatum Veill.
- Lycium vulgare Dunal
- Teremis elliptica Raf.[11]